# Quyền LGBT ở Bahrain
Quyền đồng tính nữ, đồng tính nam, song tính và chuyển giới (tiếng Ả Rập: مثليه ، مثلي الجنس ، المخنثين والمتحولين جنسيا) ở Bahrain có thể phải đối mặt với sự phân biệt đối xử mà những người không phải là LGBT phải đối mặt. Đất nước được hợp pháp hóa đồng tính luyến ái vào năm 1976. Các đại lý thực thi pháp luật và tòa án có thẩm quyền đưa ra các khoản tiền phạt và/hoặc thời gian ngồi tù cho bất kỳ hoạt động nào vi phạm pháp luật như hành vi đồng tính dưới tuổi, vì chỉ những người trưởng thành từ hai mươi mốt tuổi trở lên mới được phép hợp pháp đồng tính luyến ái.

## Bảng tóm tắt
| Hoạt động tình dục đồng giới hợp pháp                                                                                       | (Từ năm 1976)                                               |
| Độ tuổi đồng ý | (21 năm cho các cặp vợ chồng dị tính và đồng tính luyến ái) |
| Luật chống phân biệt đối xử trong việc làm                                                                                  | No                                                          |
| Luật chống phân biệt đối xử trong việc cung cấp hàng hóa và dịch vụ                                                         | No                                                          |
| Luật chống phân biệt đối xử trong tất cả các lĩnh vực khác (bao gồm phân biệt đối xử gián tiếp, ngôn từ kích động thù địch) | No                                                          |
| Hôn nhân đồng giới | No                                                          |
| Công nhận các cặp đồng giới                                                                                                 | No                                                          |
| Con nuôi của các cặp vợ chồng đồng giới                                                                                     | No                                                          |
| Con nuôi chung của các cặp đồng giới                                                                                        | No                                                          |
| Người đồng tính nam và đồng tính nữ được phép phục vụ công khai trong quân đội                                              | No                                                          |
| Quyền thay đổi giới tính hợp pháp                                                                                           | No                                                          |
| Truy cập IVF cho đồng tính nữ                                                                                               | No                                                          |
| Mang thai hộ thương mại cho các cặp đồng tính nam                                                                           | No                                                          |
| NQHN được phép hiến máu | No                                                          |